# Новий Тайбей
Сіньбей, або Новий Тайбей (кит.: 新 北市, Xīnběi Shì) — місто центрального підпорядкування в Китайській Республіці, що оточує з усіх боків столицю Тайваню, місто Тайбей, і входить до його агломерації, є найбільш населеним містом на Тайвані.
Новий Тайбей складається з 29 районів (10 з яких раніше були містами повітового підпорядкування), що включають 1017 сіл.

## Назва
Спочатку офіційною англомовною назвою міста було Xinbei City. Мер Чжу Лілунь (Ерік Чу) запросив замінити його на New Taipei City. Міністр внутрішніх справ Китайської республіки затвердив запит 31 грудня 2010. Нова назва може бути інтерпретована українською як Новий Тайбей або Нью-Тайбей.

## Адміністративний поділ
Новий Тайбей має статус міста центрального підпорядкування (кит, трад, 直轄市, піньїнь: zhíxiáshì, палл,: чжисяши), та складається з 29-и менших адміністративних одиниць — районів (區).
| Район     | кит.   | піньїнь      | Населення | Площа    |
| --------- | ------ | ------------ | --------- | -------- |
| Лучжоу    | 蘆洲區 | Lúzhōu Qū    | 200 055   | 8,321    |
| Саньчун   | 三重區 | Sānchóng Qū  | 388 386   | 16,3170  |
| Шулінь    | 樹林區 | Shùlín Qū    | 184 329   | 33,1288  |
| Санься    | 三峽區 | Sānxiá Qū    | 112 775   | 191,4508 |
| Інге      | 鶯歌區 | Yīnggē Qū    | 87 931    | 21,1248  |
| Даньшуй   | 淡水區 | Dànshuǐ Qū   | 162 441   | 70,6565  |
| Балі      | 八里區 | Bālǐ Qū      | 37 711    | 39,4933  |
| Цзіньшань | 金山區 | Jīnshān Qū   | 22 273    | 49,2132  |
| Саньчжі   | 三芝區 | Sānzhī Qū    | 23 452    | 65,9909  |
| Шимень    | 石門區 | Shímén Qū    | 12 645    | 51,2645  |
| Ваньлі    | 萬里區 | Wànlǐ Qū     | 22 634    | 63,3766  |
| Сіньдянь  | 新店區 | Xīndiàn Qū   | 300 283   | 120,2255 |
| Пінлінь   | 坪林區 | Pínglín Qū   | 6 503     | 170,8350 |
| Шенькен   | 深坑區 | Shēnkēng Qū  | 23 614    | 20,5787  |
| Шідін     | 石碇區 | Shídìng Qū   | 7 857     | 144,3498 |
| Улай      | 烏來區 | Wūlái Qū     | 6 182     | 321,1306 |
| Січжі     | 汐止區 | Xìzhǐ Qū     | 196 150   | 71,2354  |
| Жуйфан    | 瑞芳區 | Ruìfāng Qū   | 40 922    | 70,7336  |
| Гунляо    | 貢寮區 | Gòngliáo Qū  | 12 858    | 99,9734  |
| Пінсі     | 平溪區 | Píngxī Qū    | 4 872     | 71,3382  |
| Шуансі    | 雙溪區 | Shuāngxī Qū  | 9 233     | 146,2484 |
| Сіньчжуан | 新莊區 | Xīnzhuāng Qū | 413 443   | 19,7383  |
| Лінькоу   | 林口區 | Línkǒu Qū    | 100 554   | 54,1519  |
| Тайшань   | 泰山區 | Tàishān Qū   | 78 801    | 19,1603  |
| Угу       | 五股區 | Wǔgǔ Qū      | 82 983    | 34,8632  |
| Баньцяо   | 板橋區 | Bǎnqiáo Qū   | 554 008   | 23,1373  |
| Тучен     | 土城區 | Tǔchéng Qū   | 238 646   | 29,5578  |
| Юнхе      | 永和區 | Yǒnghé Qū    | 225 353   | 5,7138   |
| Чжунхе    | 中和區 | Zhōnghé Qū   | 414 356   | 20,1440  |

## Наука
У Новому Тайбеї є 24 коледжі та університети: Католицький університет Фу Джень, Університет Алетея, Азіатсько-Східний університет науки і технологій, Коледж охорони здоров'я та менеджменту імені Кардинала Тьєна, Університет Хуафан, Технологічний університет Хунгкуо Делін, Технологічний університет Хва Ся, Університет Син Ву, Технологічний інститут Лі Мін, Медичний коледж Маккея, Технологічний університет Мін Чі, Університет Св. Джона, Тайбейський університет морських технологій тощо.
Заснована в 1914 році Національна бібліотека Тайваню, найстаріша публічна бібліотека держави, розташована в районі Чжунхе.

## Туризм
Новий Тайбей має широкий спектр історичних, природних і культурних пам'яток для туристів. Пов'язаними з туризмом галузями в місті керує Департамент туризму та подорожей.
Історичні пам'ятки: маяк Бітоуцзяо, форт Сан-Домінго, форт Хобе, святилище Огон, стара вулиця Тамсуй, сімейний особняк і сад Лінь, маяк Фугуйцзяо, маяк на мисі Сан-Дієго, руїни династії Цін у Тамсуї та старі шахтарські міста Цзюфень (Jiufen), Цзінгуаші (Jinguashi) та Цзінтонг (Jingtong) на сході. У Санся розташована історична стара вулиця Санься.
Є численні відомі музеї та галереї, такі як Меморіальний зал «Крапля води», Музей золота, Меморіальний парк білого терору Цзін-Мей, Музей гірничої промисловості, Музей Цзю Мін (Ju Ming Museum), Меморіальна галерея Лі Мей-шу, Історичний музей ручних ляльок, Музей світових релігій, Музей Хакка, Музей кераміки, Музей чаю, Музей історії Санься, Археологічний музей Шисанхан (Shihsanhang Museum of Archaeology), Музей вугільної шахти, Музей творчості Тайваньської нуги, Морський музей університету Тамкан, Художня галерея Тамсуй, Музей рибної кульки Тенг Фен, Музей лісництва, Центр культури та мистецтв Сіньчжуан.
Відомими нічними ринками міста є нічний ринок Лехуа (Lehua Night Market) та нічний ринок Нанья (Nanya Night Market).

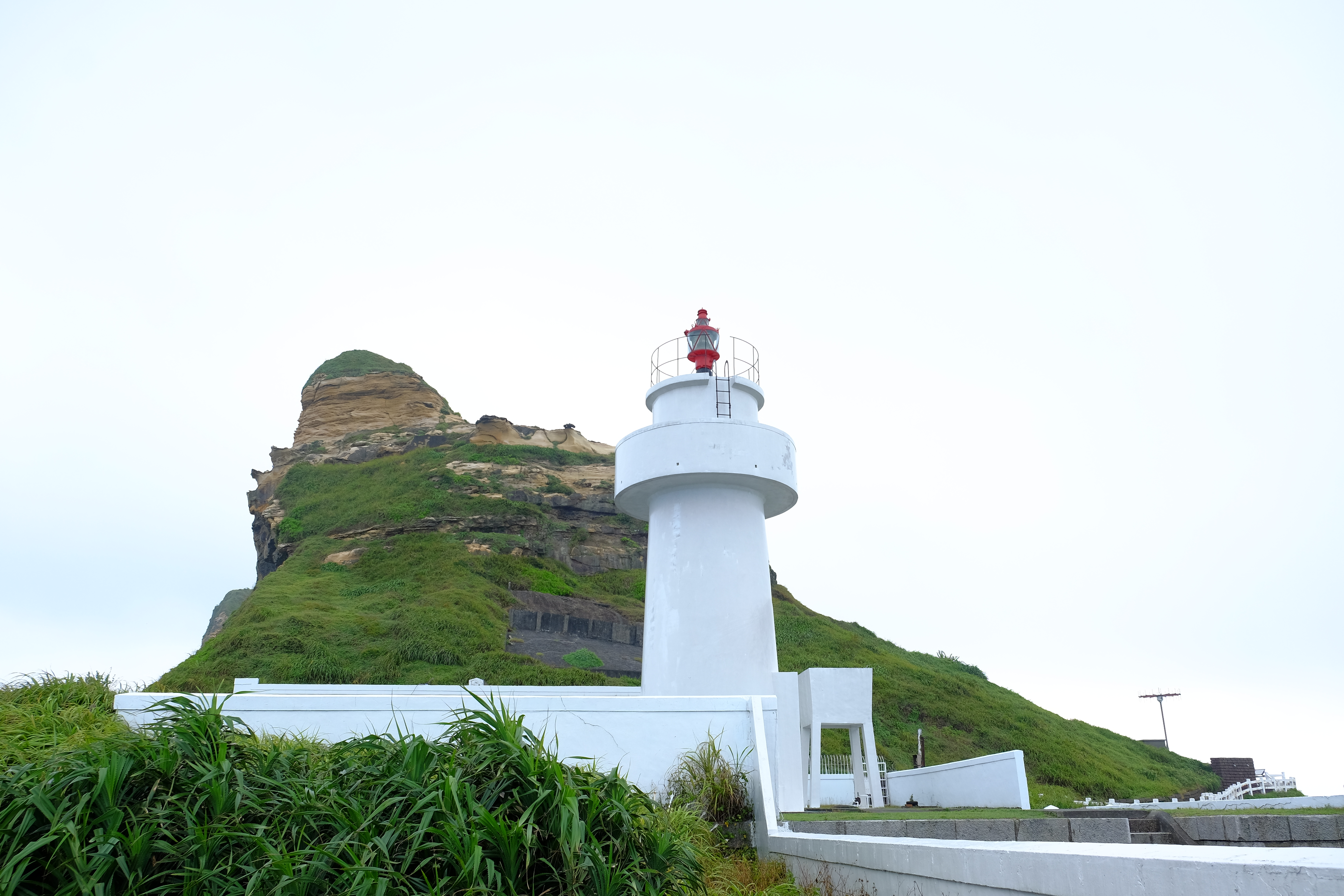
Маяк Бітоуцзяо
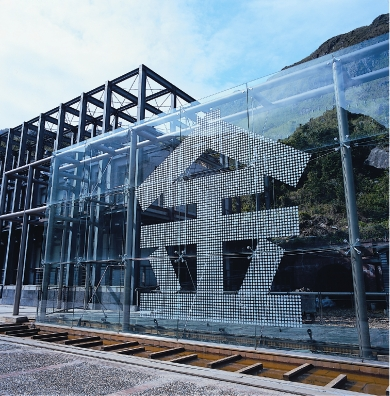
Музей золота
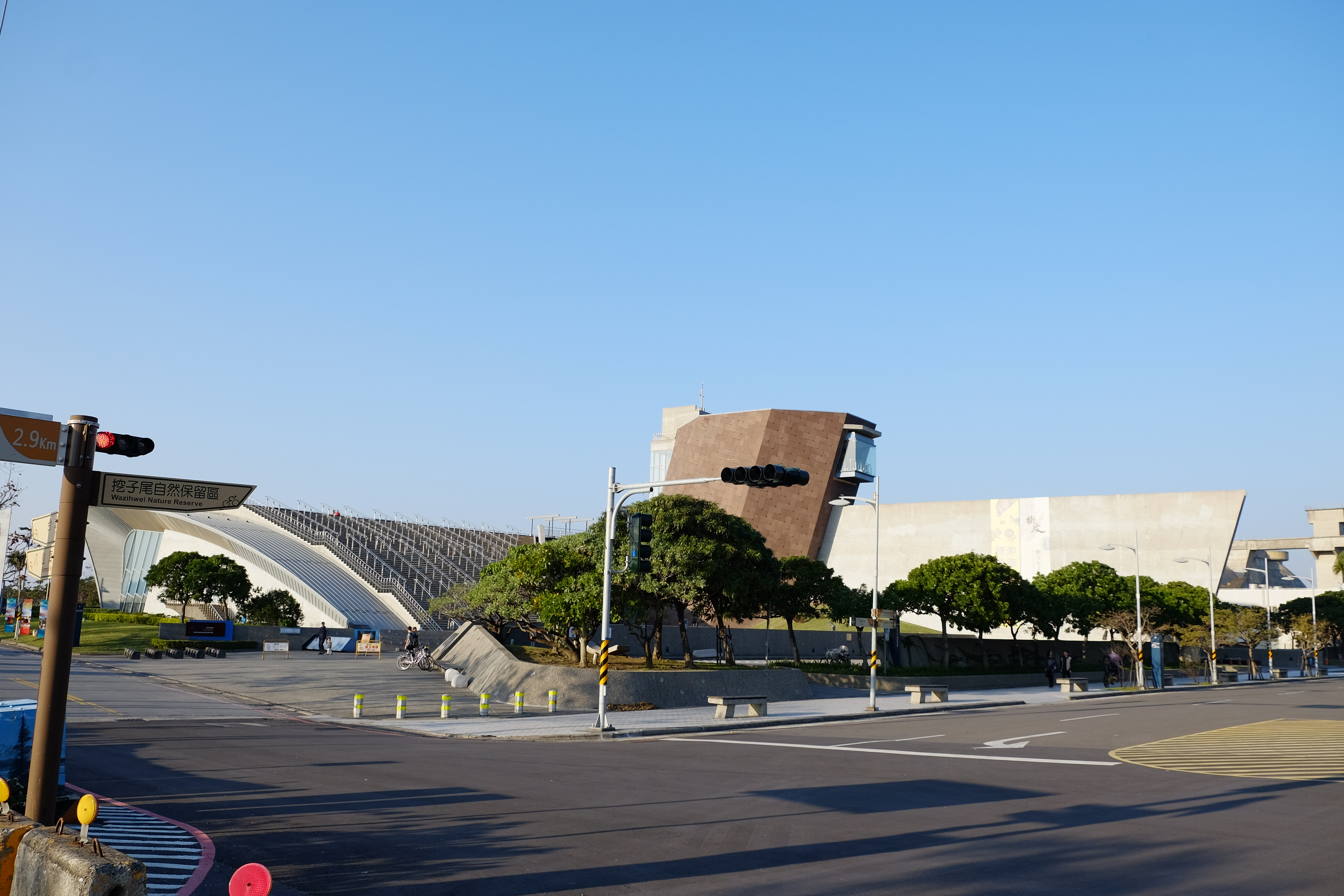
Археологічний музей Шисанхан
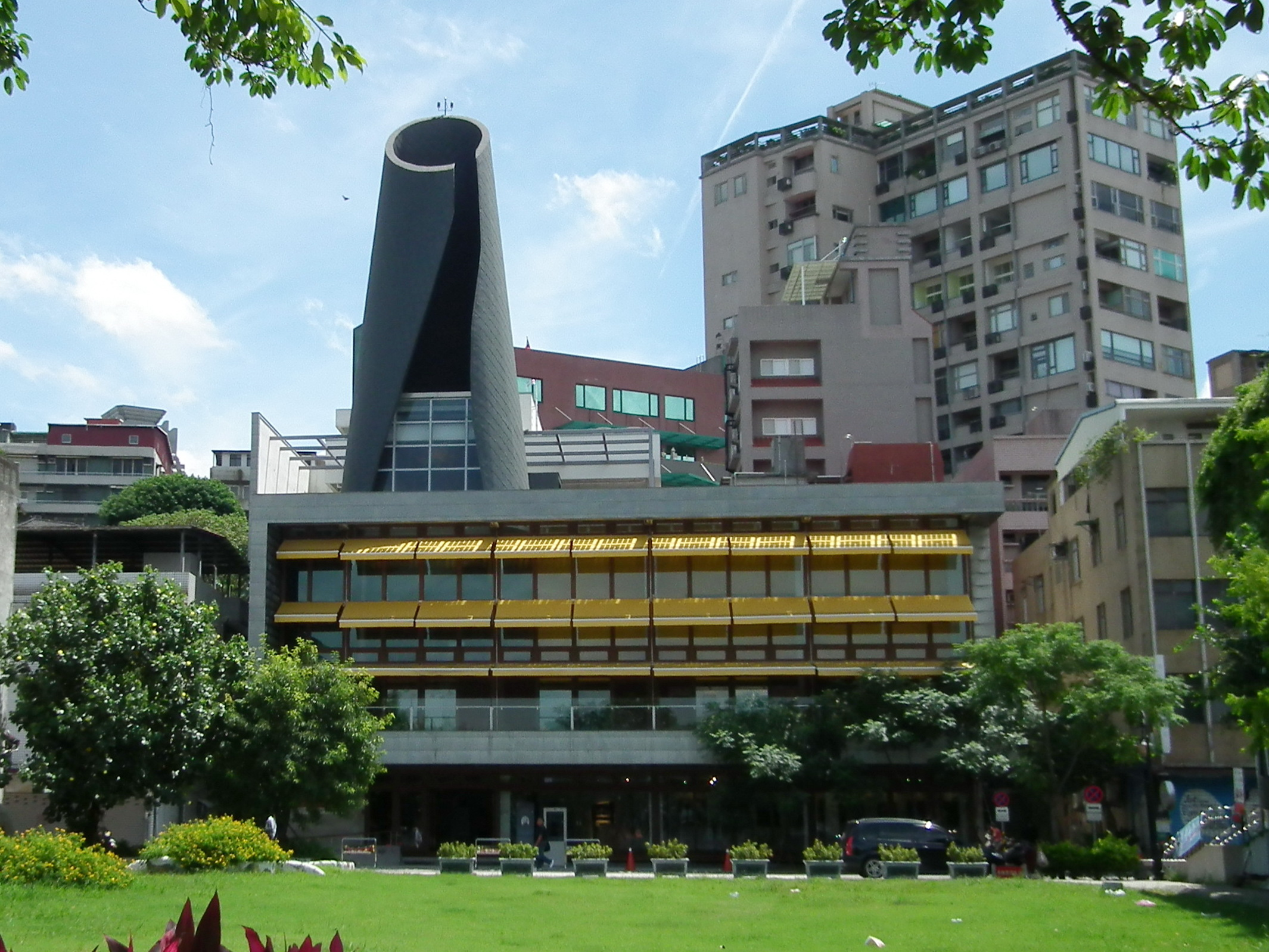
Художня галерея Тамсуй
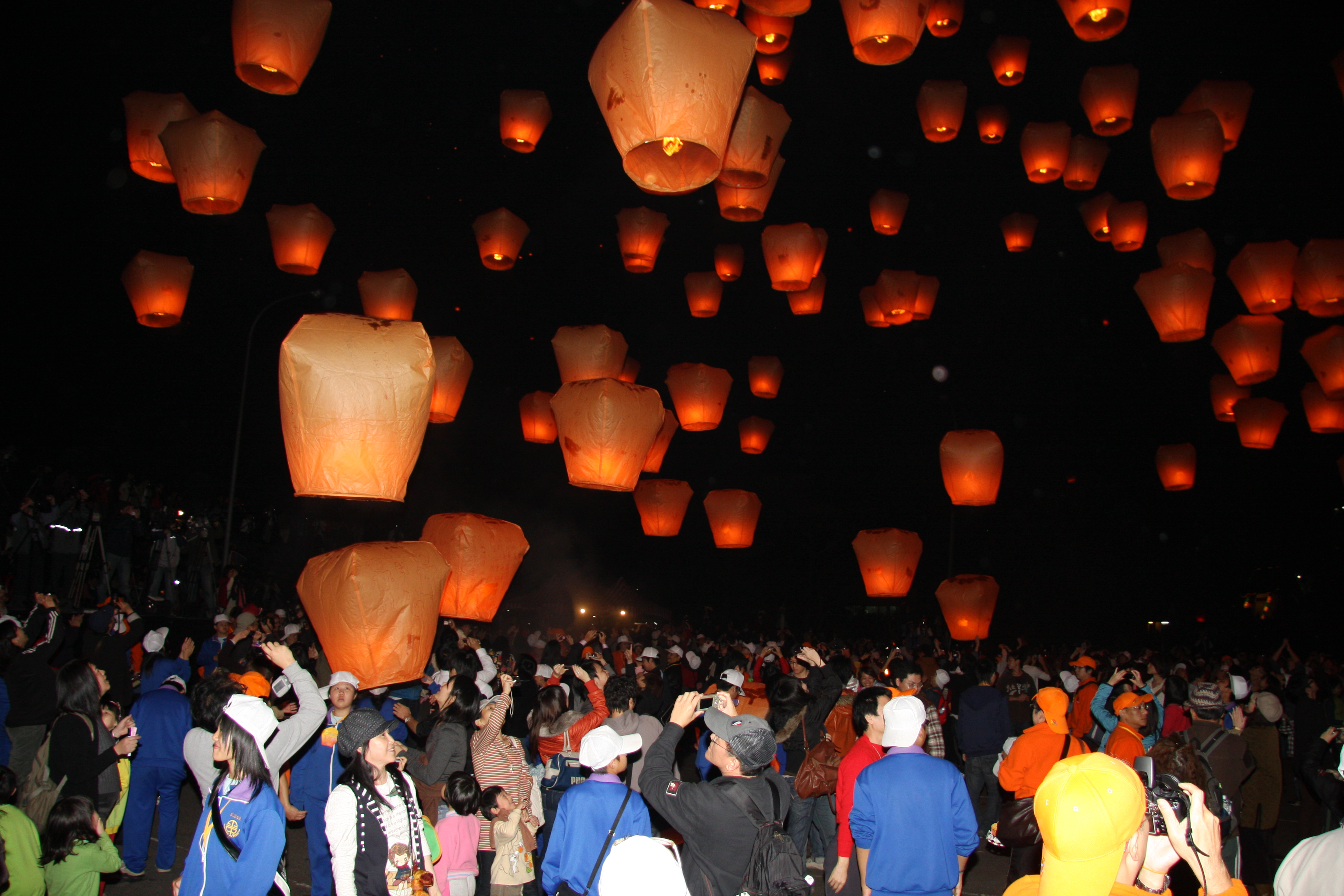
Фестиваль ліхтариків

Регулярно проводиться близько 5000 щорічних мистецьких, музичних і культурних фестивалів, таких як рок-фестиваль Хохайян у районі Гунляо. У місті регулярно проводиться Фестиваль ліхтариків.

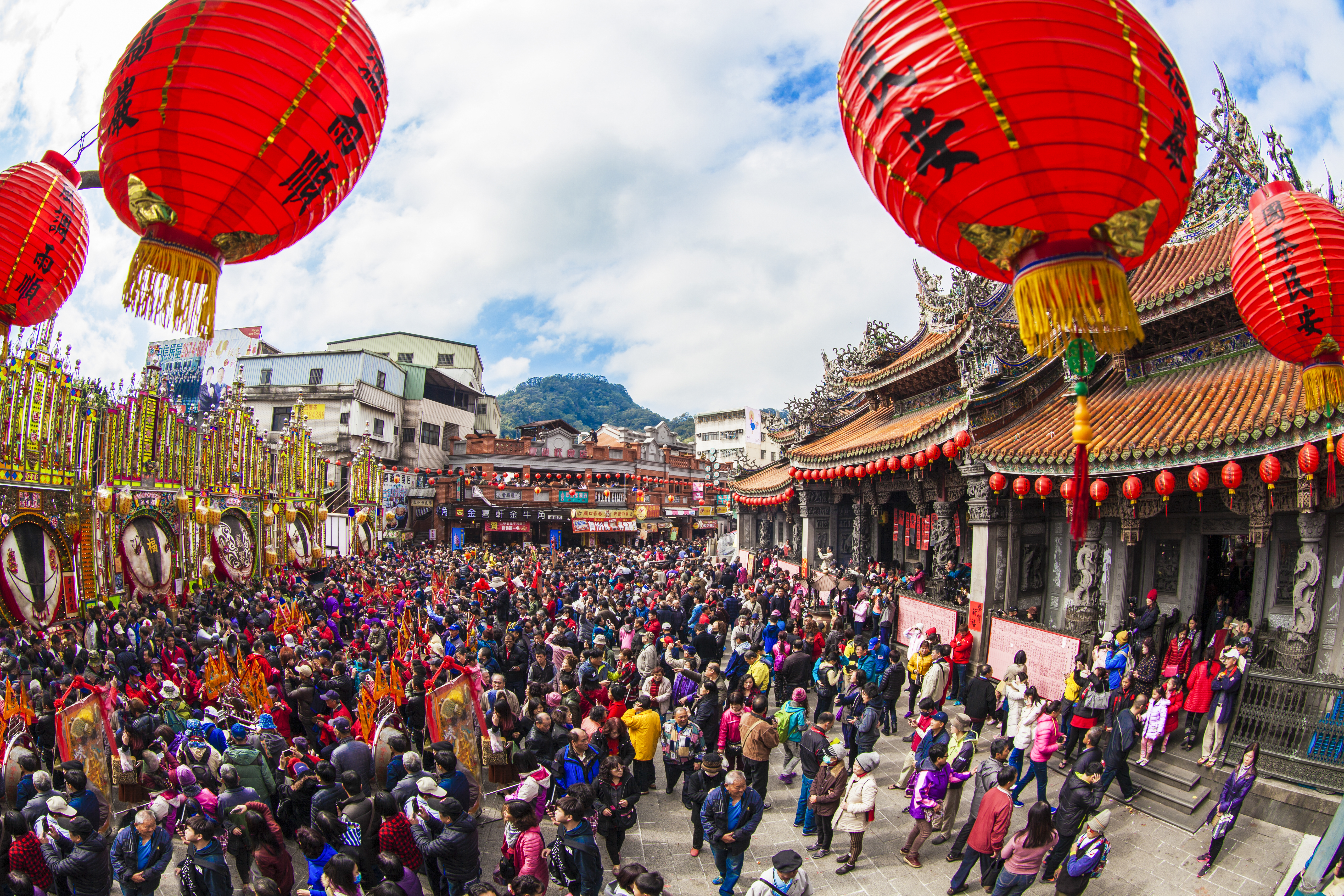
Храм Зуших (Zushih), Санься
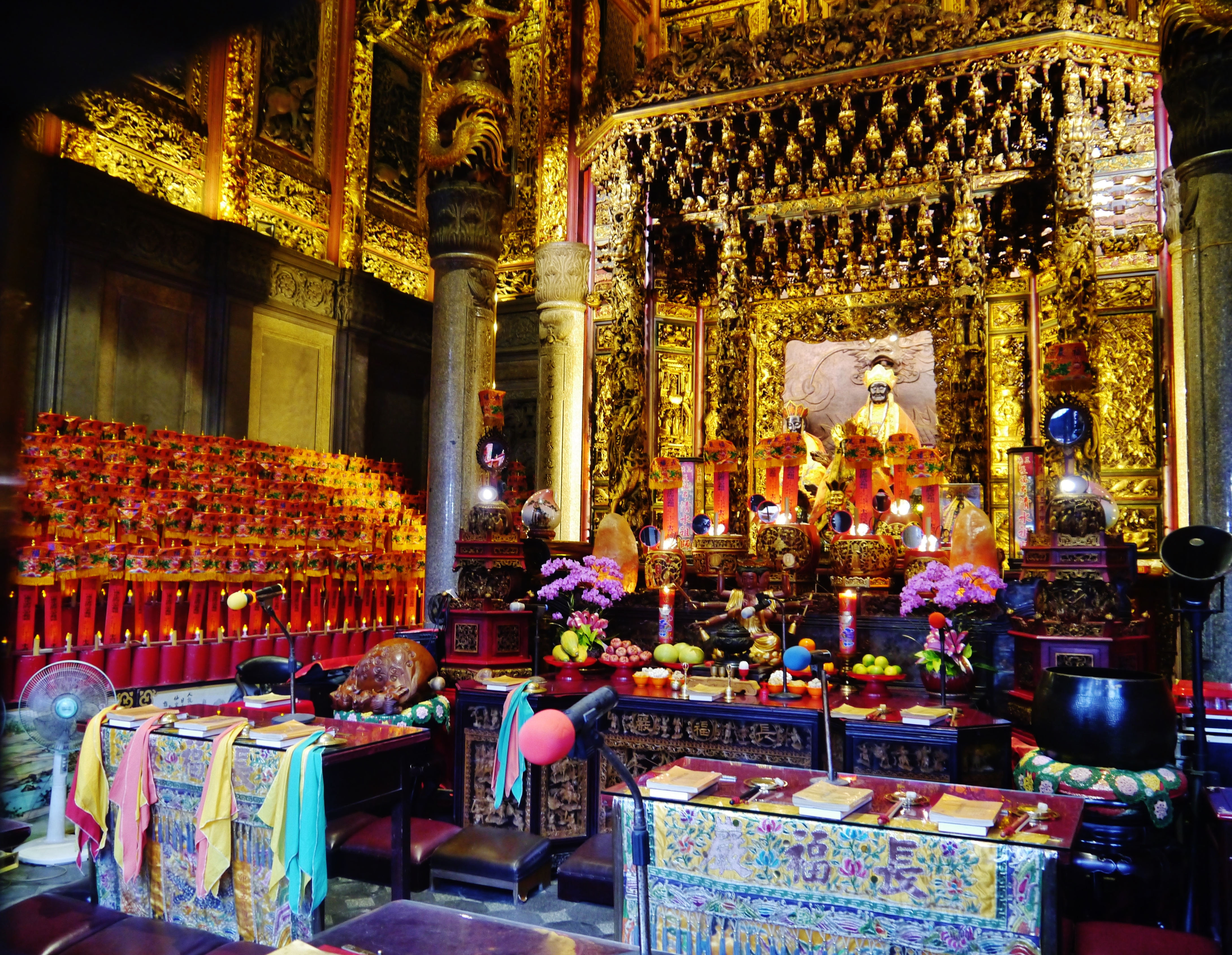
Храм Зуших (Zushih), Санься
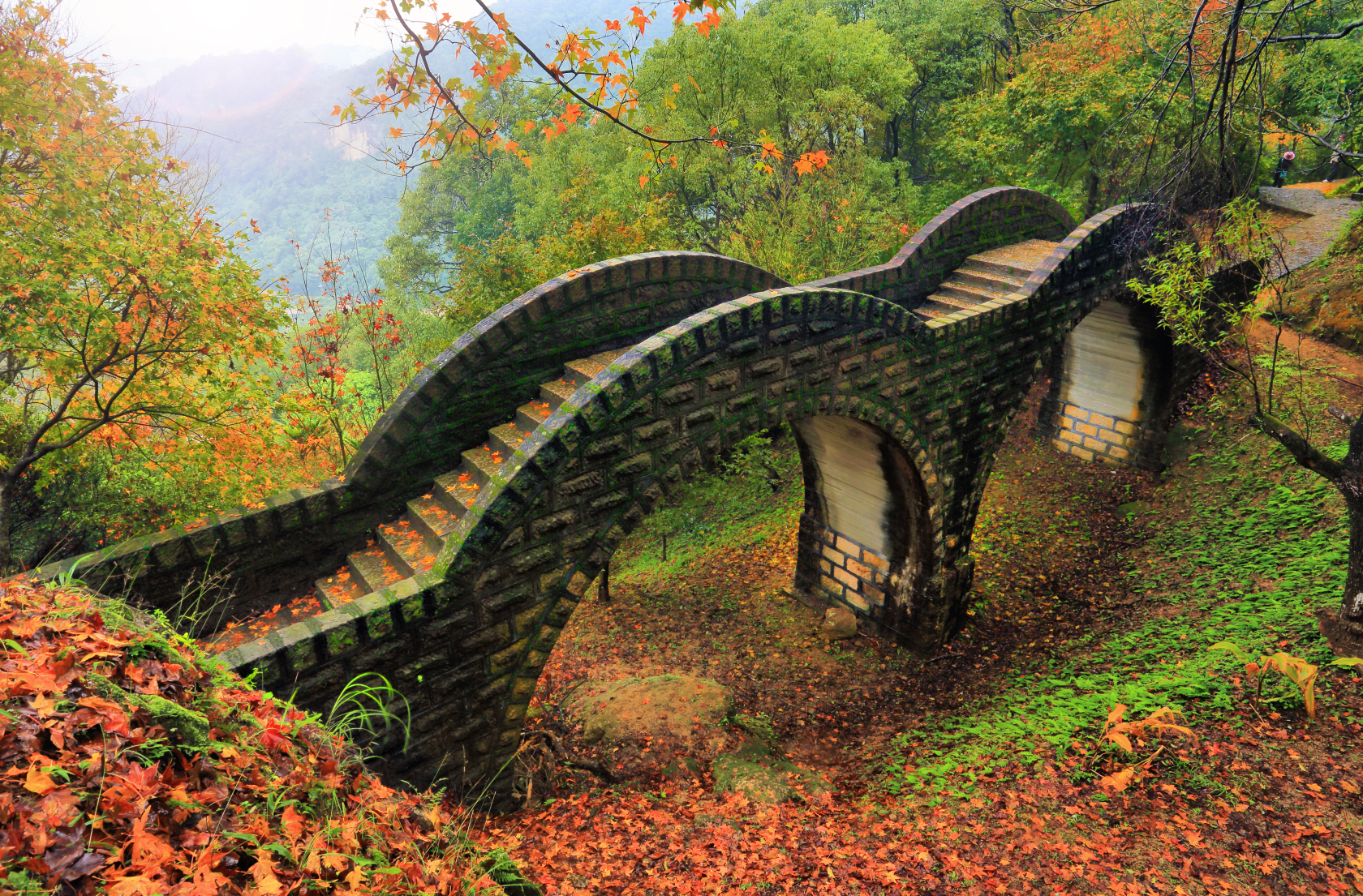
Храм Гонгбей (Xizhi Gongbei), Січжі
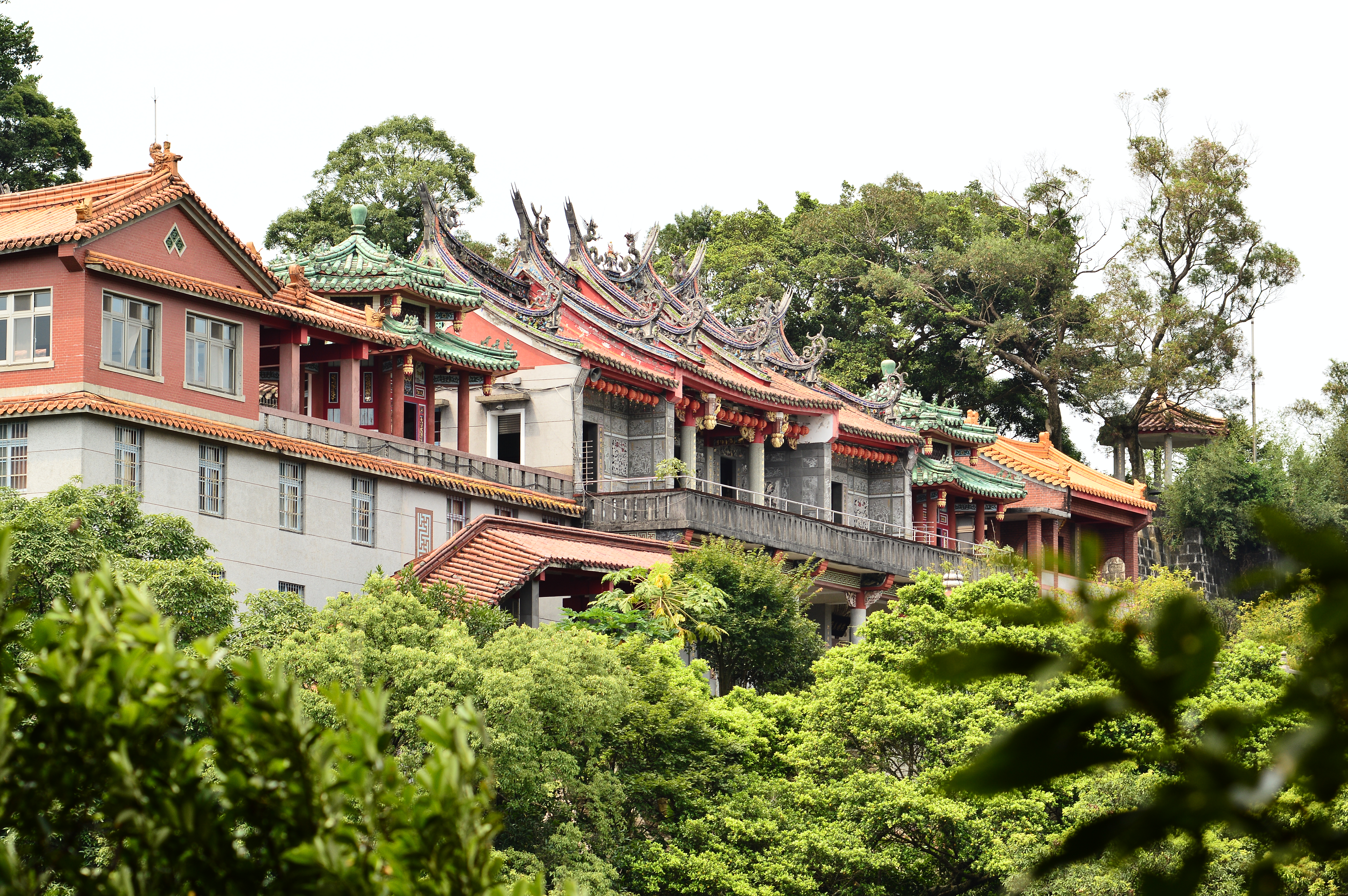
Храм Гонгбей (Xizhi Gongbei), Січжі
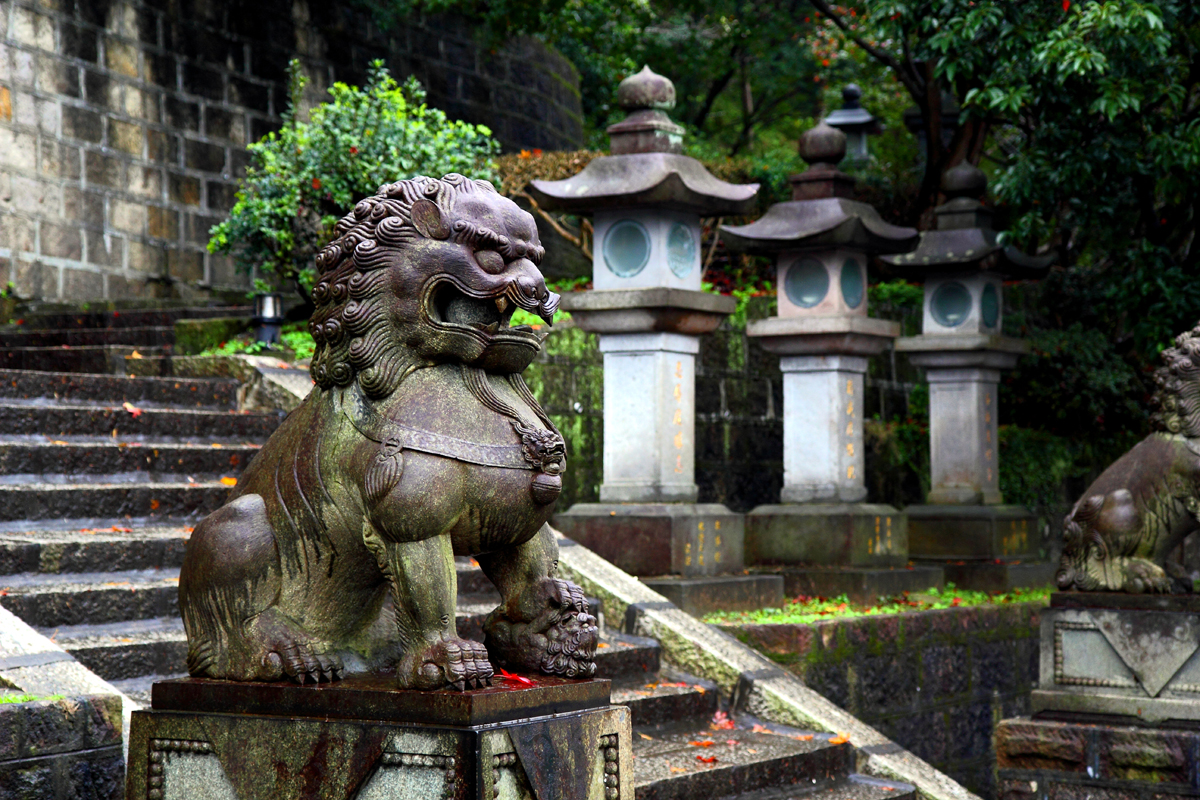
Храм Гонгбей (Xizhi Gongbei), Січжі
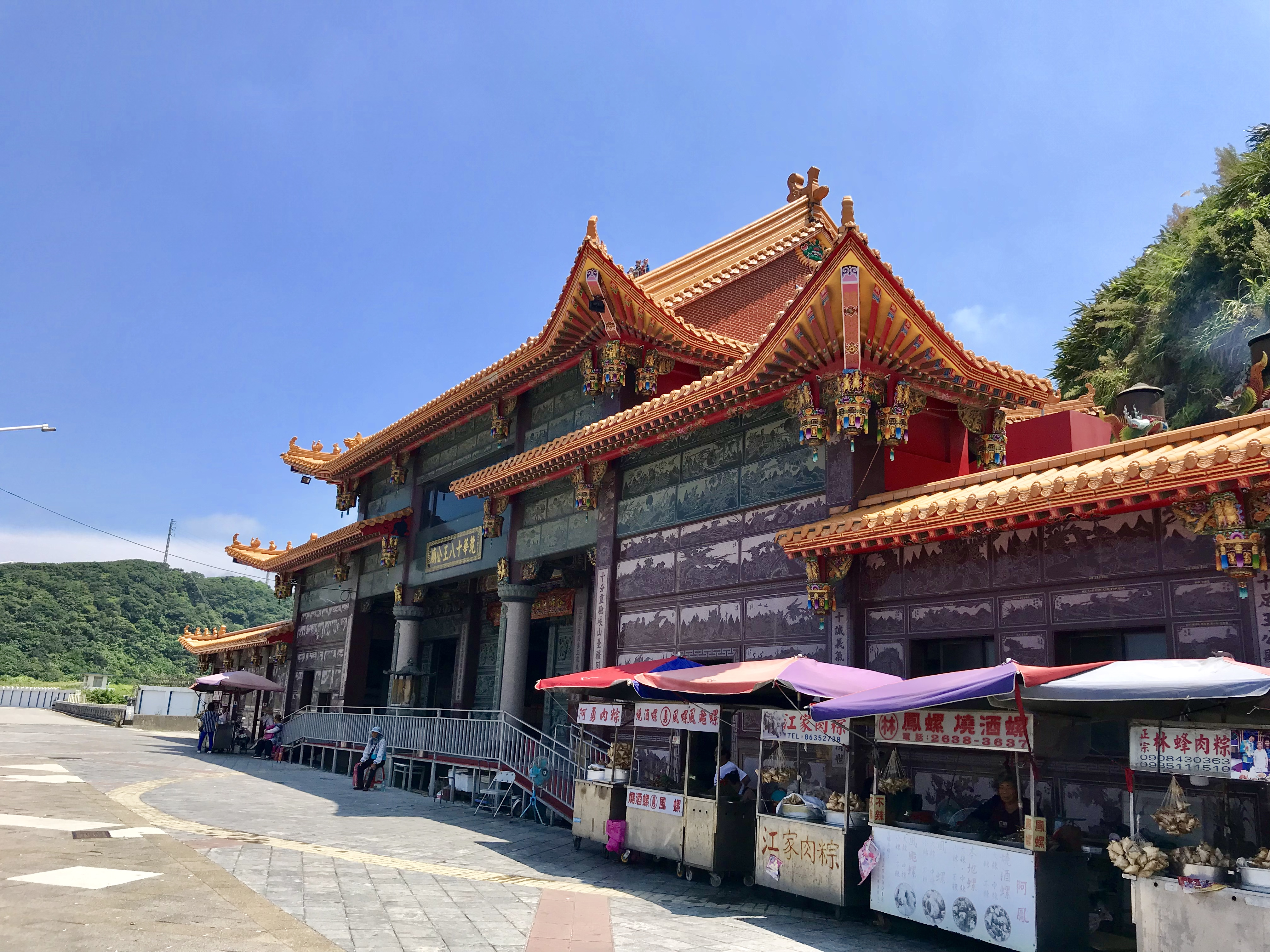
Храм вісімнадцяти лордів (Eighteen Lords Temple), Шимень

## Уряд

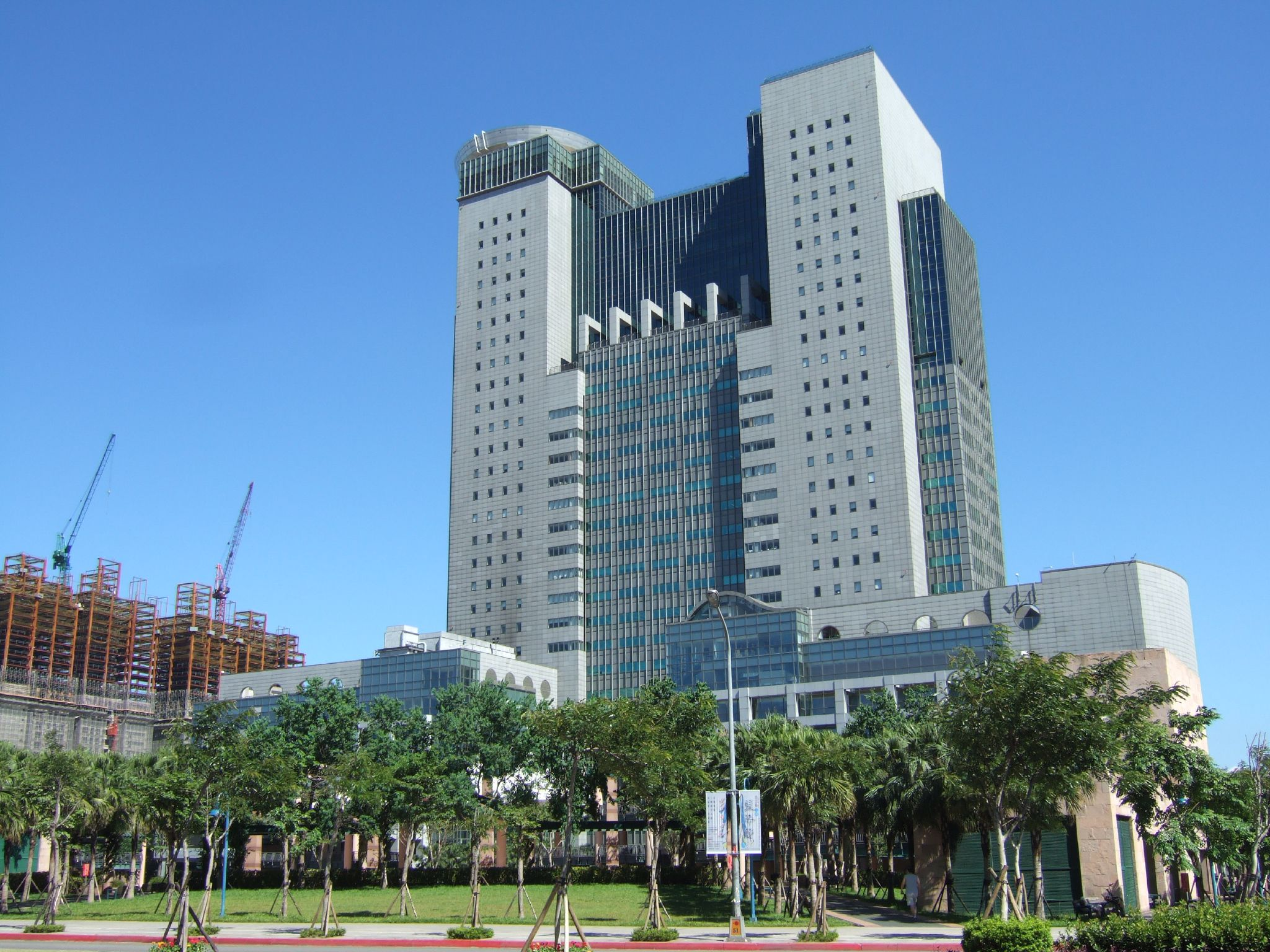
Мерія міста

Новий Тайбей — це особливий муніципалітет, який безпосередньо підпорядковується центральному уряду Республіки Китай. Уряд міста Новий Тайбей очолює обраний мер, а штаб-квартира розташована в районі Баньцяо.
Багато установ центрального уряду розташовані в Новому Тайбеї через його близькість до столиці Тайбей. Штаб-квартира Ради корінних народів, Ради у справах хакка та Міністерства культури розташовані в районі Сіньчжуан.
Науково-дослідний інститут архітектури та будівництва, Рада безпеки на транспорті Тайваню та Національний корпус повітряно-десантної служби, Національне пожежне агентство Міністерства внутрішніх справ і Національний науково-технічний центр зі зменшення катастроф Міністерства науки та технологій розташовані в районі Сіньдзянь. Комісія з фінансового нагляду знаходиться в районі Баньцяо. Рада з атомної енергії знаходиться в районі Йонхе. Національна академія освітніх досліджень Міністерства освіти розташована в районі Санься.

## Транспорт

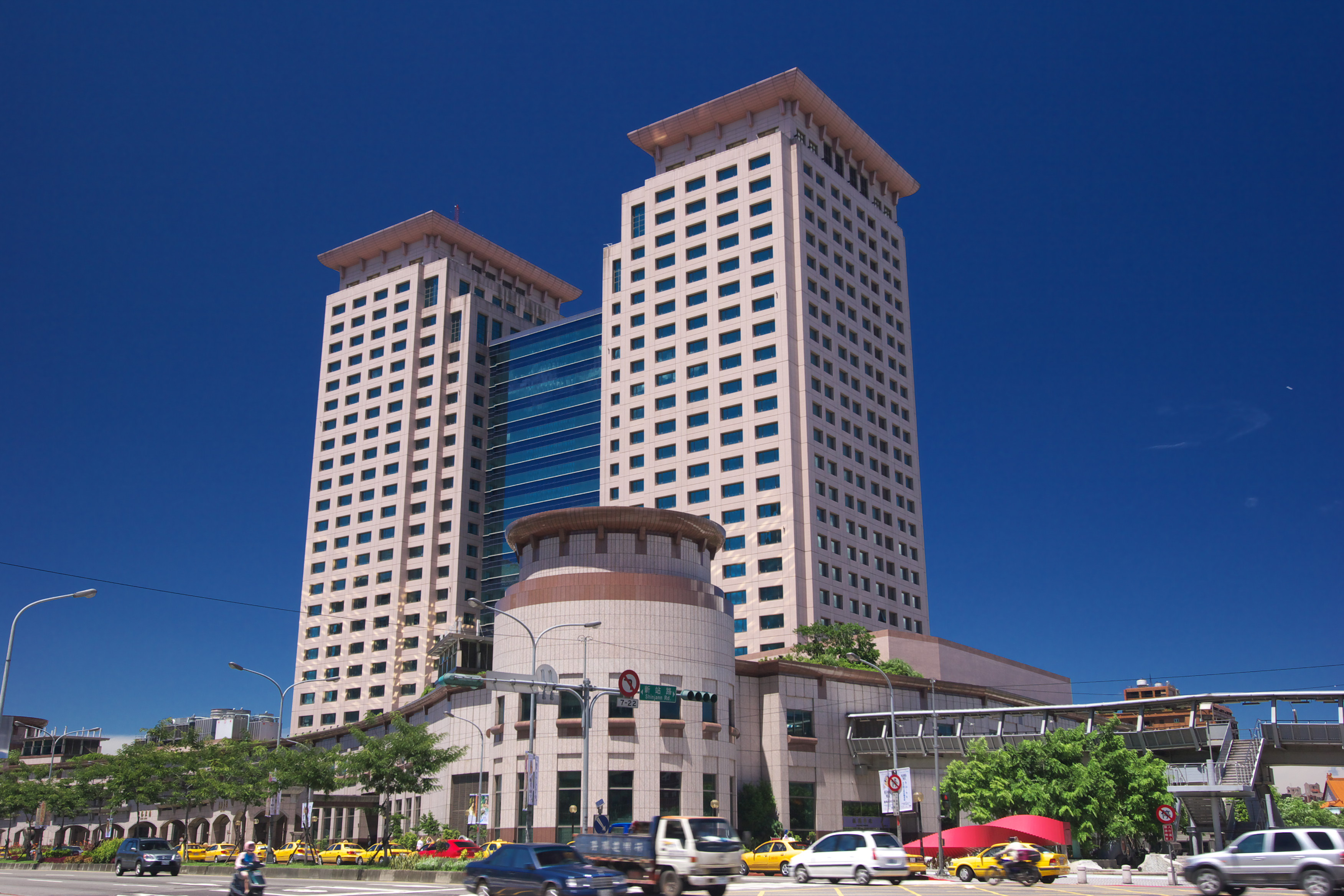
Станція Banqiao

Метро Тайбею має 5 ліній. Тайбейське метро — найкращий спосіб дістатися до північної, південної та західної частин міста.
1. Bannan Line
2. Tamsui-Xinyi Line
3. Songshan–Xindian Line
4. Zhonghe-Xinlu Line
5. Circular Line

Повітряне сполучення в цьому районі обслуговується міжнародним аеропортом Тайвань Таоюань у сусідньому місті Таоюань та аеропортом Суншань у Тайбеї.
Відомим мостом у місті Новий Тайбей є Тайбейський міст, який з'єднує місто Новий Тайбей із Тайбеєм через річку Тамсуй. Ще один відомий міст — Новий Тайбейський міст.
Територія обслуговується Тайванською високошвидкісною залізницею через станцію Banqiao.

## Міста-побратими
Новий Тайбей має 10 міст-побратимів:
- Цинциннаті, штат Огайо, США
- Округ Маямі-Дейд, Флорида, США
- Округ Річленд, Огайо, США
- Округ Лос-Анджелес, Каліфорнія, США
- Балтімор, Меріленд, США
- Гарріс, Техас, США
- Купертино, Каліфорнія, США
- Штарнберг, Німеччина, Баварія
- Провінція Рісаль, Філіппіни
- Атол Джалуіт, Маршаллові острови

## Відомі уродженці
- Чен Вен Хуей — тайванська важкоатлетка
- Джолін Цай — співачка, танцівниця, актриса
- Лі Кайфу — підприємець у галузі розробок програмного забезпечення
- Шу Ці — тайванська акторка
- Лай Цінде — прем'єр-міністр Республіки Китай
- Лі Денхуей — Президент Республіки Китай
- Ле Цзяньїн — тайванська лучниця
- Сун Юйчі — тайванський тхеквондист
- Тан Чічунь — тайванський лучник